# فرودگاه شهری کوکومو
فرودگاه شهری کوکومو  (به انگلیسی: Kokomo Municipal Airport) یک فرودگاه همگانی ۱۷۰۴۳ با کد یاتا OKK است . این فرودگاه در شهر کوکومو، ایندیانا کشور ایالات متحده آمریکا قرار دارد و در ارتفاع ۲۵۳ متری از سطح دریا واقع شده است.